# Rolf Mulka
Rolf Mulka, né le 23 novembre 1927 à Hambourg et mort le 14 juillet 2012 dans la même ville,  est un skipper allemand. 

## Carriere
Il est médaillé olympique de voile en classe Flying Dutchman aux Jeux olympiques d'été de 1960 de Rome avec Ingo von Bredow (le duo termine sixième aux Jeux olympiques d'été de 1956).